# Пол Симонон
Пол Густав Симонон (енгл. Paul Gustave Simonon; Кројдон, 15. децембар 1955) је енглески музичар и уметник најпознатији као бас-гитариста енглеске панк рок групе Клеш.

## Биографија
Симонон је рођен у Кројдону, Сари (енгл. Croydon, Surrey). Његов отац, Густав, био је службеник у државној служби, а мајка Елен је била библиотекарка. Одрастао је у Брикстону (енгл. Brixton), делу јужног Лондона.